# St. Johannes der Täufer (Oberdietfurt)

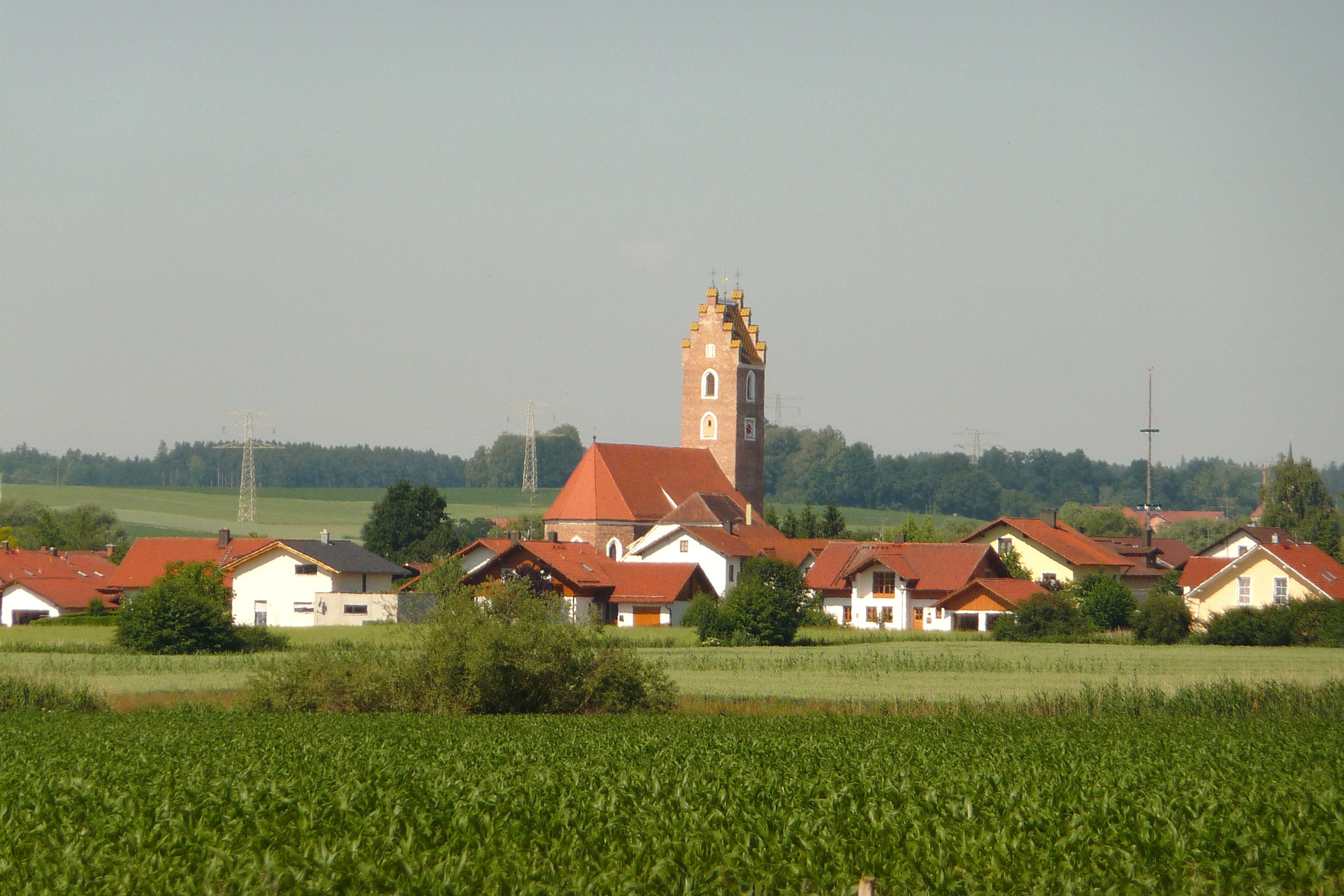
St. Johannes (Oberdietfurt)

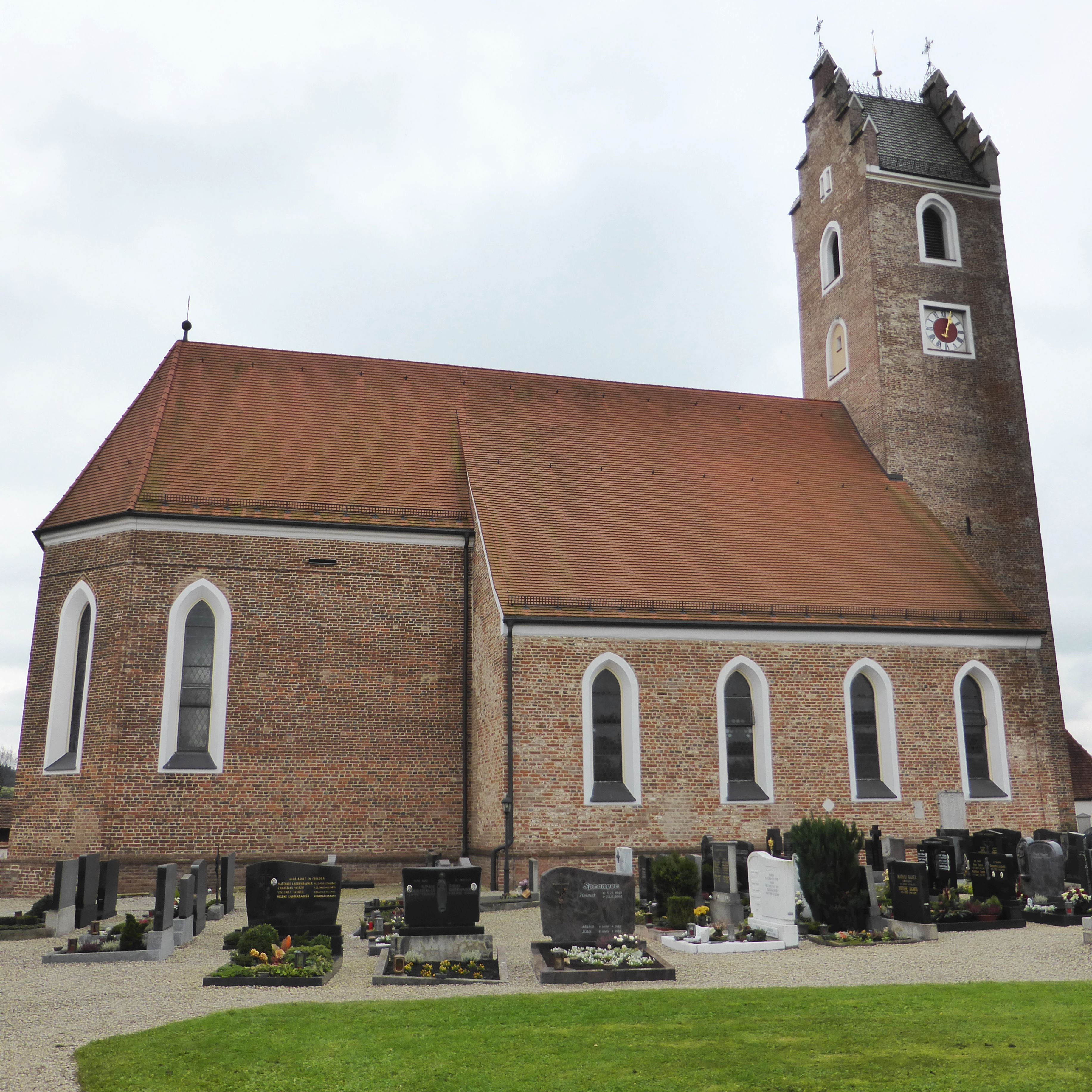
Ansicht von Norden

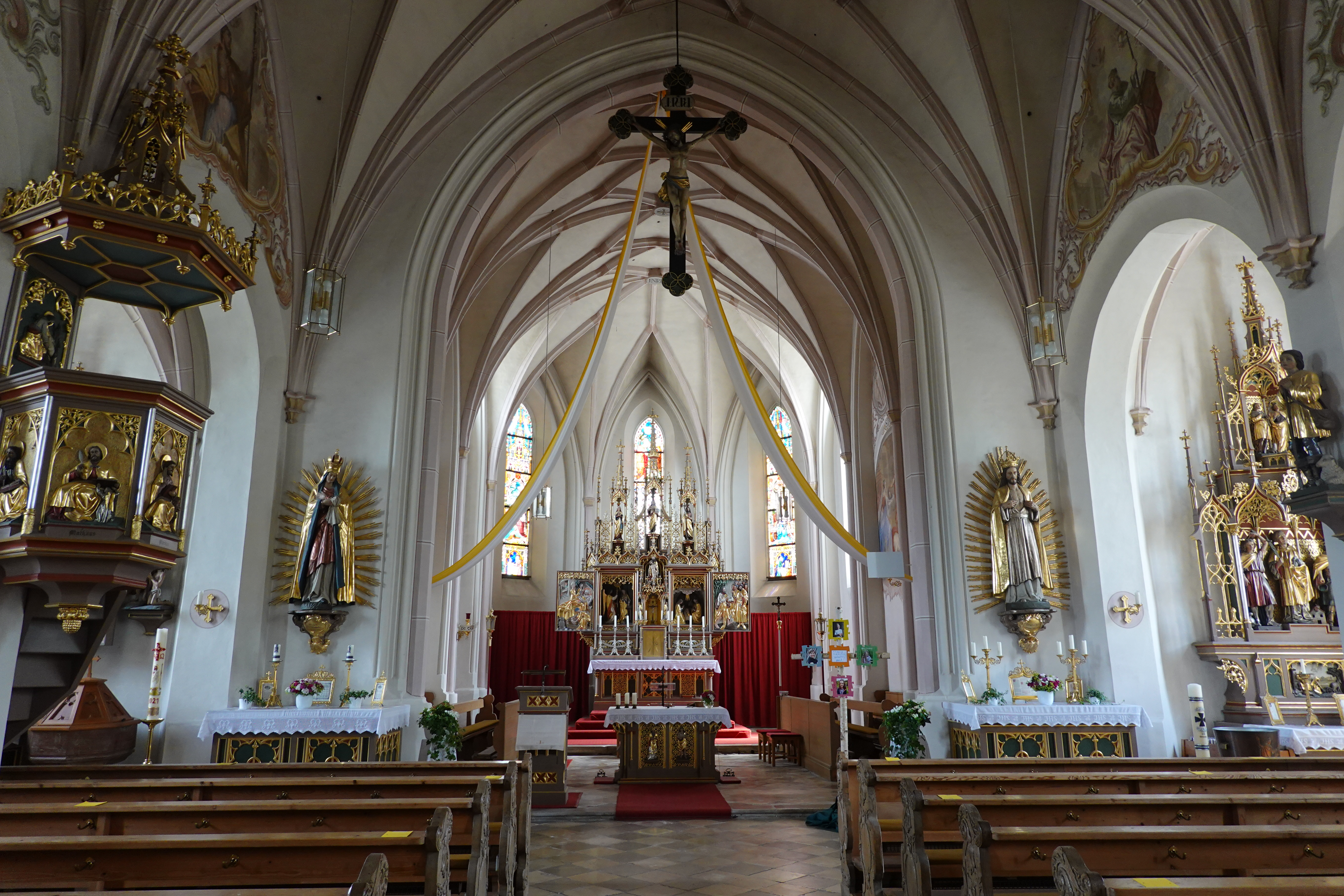
Innenansicht

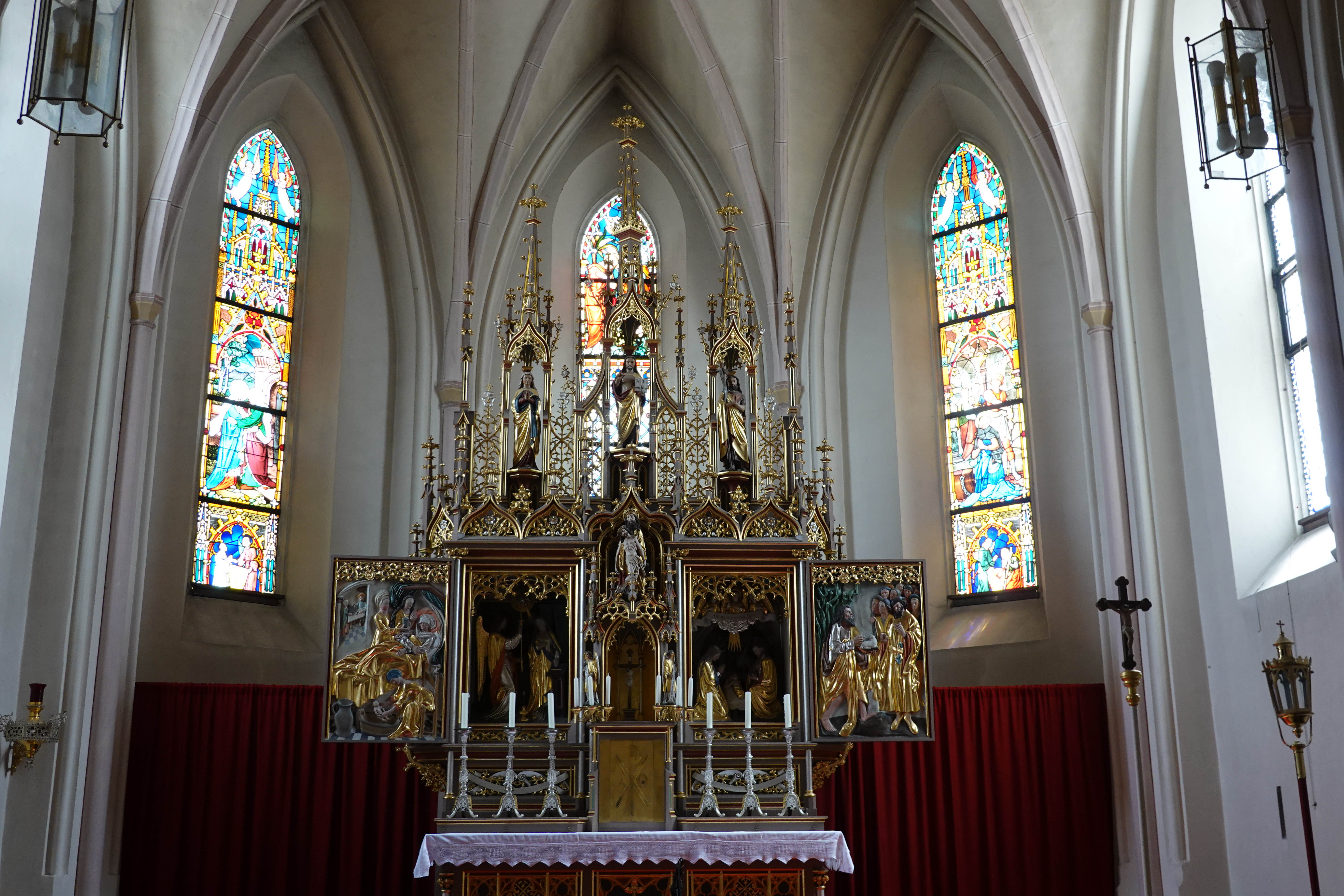
Chor

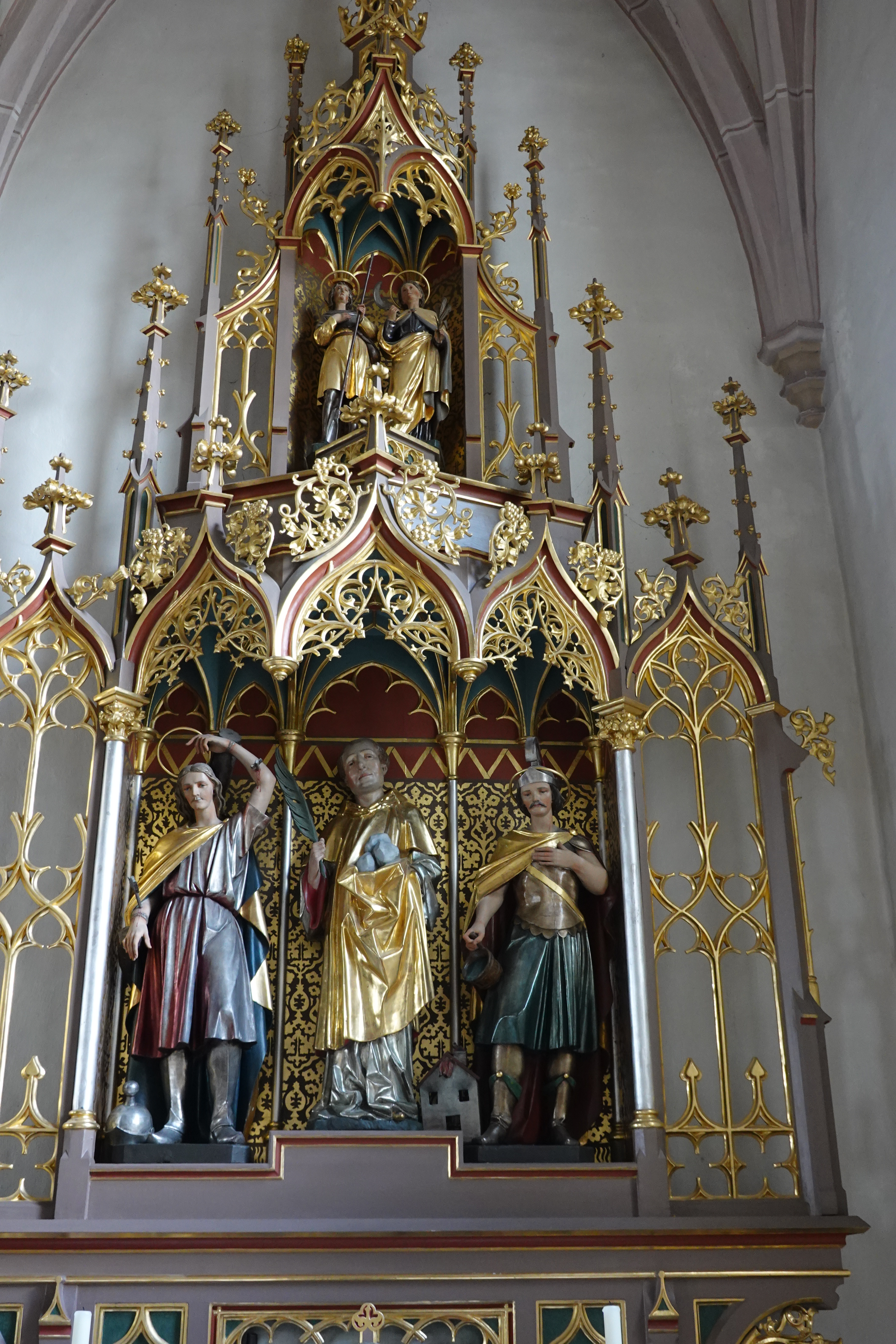
Seitenaltar

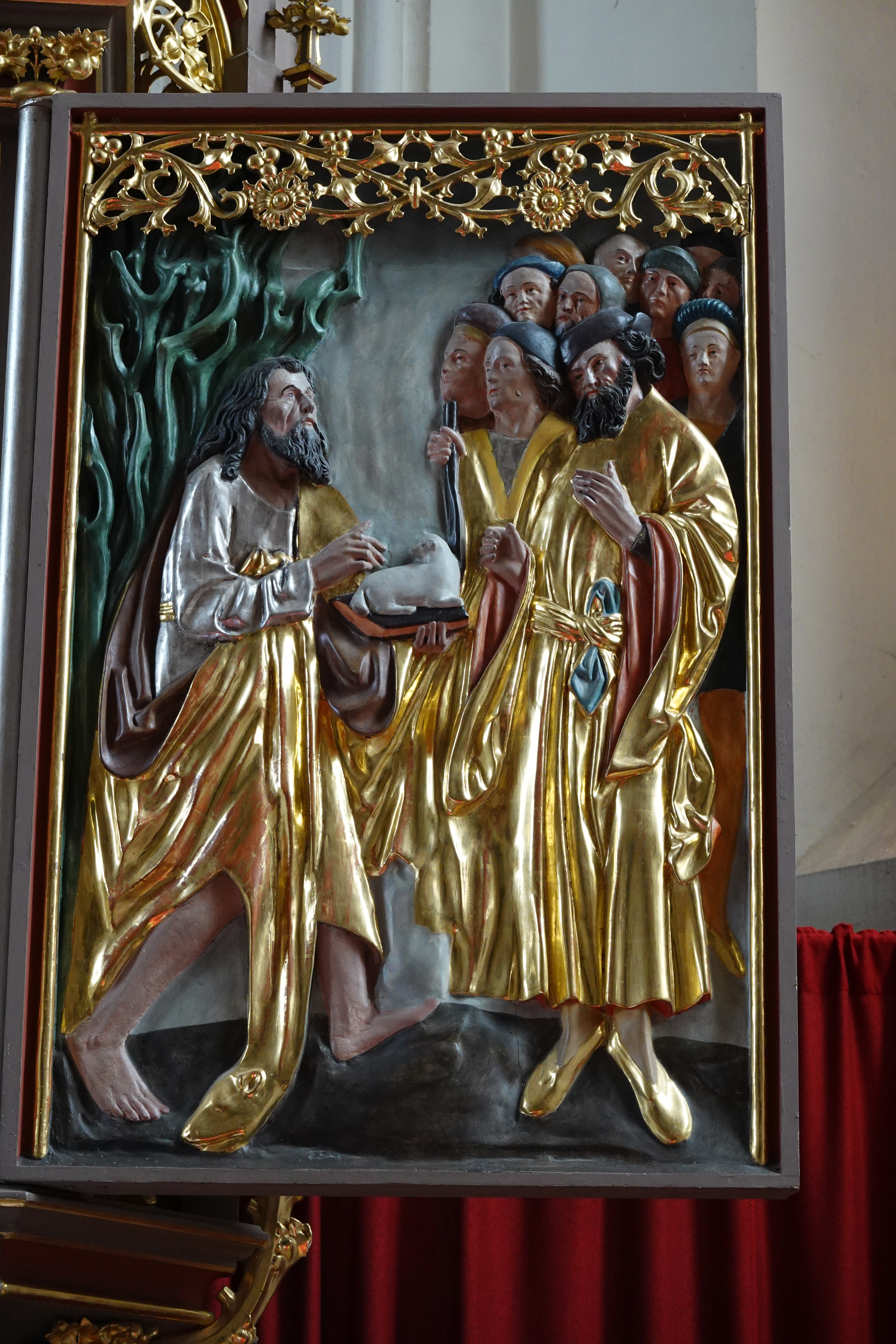
Altarrelief

Die römisch-katholische Pfarrkirche St. Johannes der Täufer ist eine spätgotische Hallenkirche im Ortsteil Oberdietfurt von Massing im niederbayerischen Landkreis Rottal-Inn. Sie gehört zur Kirchengemeinde Massing im Dekanat Eggenfelden im Bistum Regensburg.

## Geschichte und Architektur
Die Kirche in Oberdietfurt wurde als spätgotischer Backsteinbau zum Ende des 15. Jahrhunderts errichtet. Die Außenarchitektur ist bis auf den Dachfries am Chor völlig frei von Schmuckformen und zeigt keine Strebepfeiler. Im Westen ist der mächtige, ungegliederte Turm vorgesetzt, der mit einem erneuerten Satteldach zwischen Treppengiebeln abgeschlossen wird. An der Südseite des Chores ist die Sakristei angebaut.
Restaurierungen erfolgten in den Jahren 1880–1896, 1917–1920, 1956–1977 und 1986/1987.
Das Langhaus ist als vierjochige Staffelhalle mit unterschiedlich gestalteten und proportionierten Seitenschiffen ausgebildet, deren nördliches etwas breiter und niedriger als das südliche ausgebildet ist. Demgegenüber ist das Mittelschiff bewusst als Ausgleich der Raumverhältnisse gestaltet. Die Breite entspricht etwa der Schiffshöhe. Anders als in den Bauwerken von Eggenfelden, Staudach und Unterdietfurt werden die Raumteile durch längsachteckige Pfeiler getrennt, die kämpferlos in die breit gekehlten Scheidbögen übergehen. Durch die im Westjoch gelegene, unterwölbte Empore wird ein nahezu quadratischer Mittelschiffsraum abgetrennt. Das breit proportionierte Mittelschiffsgewölbe zeigt eine sternartige Rippenfigur, die der spitztonnenähnlichen Grundform unterlegt ist. Zweifach gestufte sternförmige Polygonkonsolen nehmen die Gewölberippen auf. Möglicherweise wurden die Einzelformen im 19. Jahrhundert verändert. Die Seitenschiffsgewölbe variieren die Gewölbefigur des Mittelschiffs auf steilerem Gewölbegrund und ruhen auf einfacheren Sternkonsolen.
Der zweijochige Chor in Mittelschiffshöhe endet in einem Fünfachtelschluss. Er wird durch einen ausgeprägten, eingezogenen Chorbogen vom Mittelschiff getrennt. Die vortretenden Schildbögen an den Seitenwänden stützen sich auf Runddienste. Die Achsen sind sehr eng und höher als im Langhaus. Dadurch entstehen die weit in das Gewölbe einschneidenden Stichkappen. Das Rippennetz ist aus einer Sternfigur gebildet, die im Polygonschluss am besten sichtbar ist.

## Wandmalereien
Bei der letzten Renovierung wurden die Gewölberippen nach Befunden einer Fassung aus der Rokoko-Zeit in hellvioletter Quaderimitation abgesetzt.
Wandmalereien aus dem Jahr 1765 von Antoni Scheitler sind an den Längswänden des Chores und an den Gewölbeschildflächen des Mittelschiffes erhalten. Im Chor sind Szenen aus dem Leben des Johannes und Apostelbilder in Rocaillerahmen zu finden. Der Apostelzyklus setzt sich im Mittelschiff fort.

## Ausstattung
Der Hochaltar nach einem Entwurf von Paul Weiß stammt aus dem Jahr 1880, enthält jedoch zwei wertvolle Reliefs, die aus dem frühen 16. Jahrhundert stammen. Sie zeigen die Geburt Johannes des Täufers und dessen Predigt in der Wüste und wurden stark übermalt. Die Flügelaußenseiten zeigen nazarenische Gemälde mit der Geißelung und der Dornenkrönung Christi aus der Mitte des 19. Jahrhunderts, in jedem Fall aber früher als der Altaraufbau.
Der Seitenaltar im nördlichen Seitenschiff zeigt Gemälde der Heiligen Stephanus und Laurentius, Nikolaus und Wolfgang, die aus der Zeit um 1520 stammen. Beachtenswert ist das feine Kolorit; der Goldgrund wurde vermutlich erneuert.
Mehrere spätgotische Holzfiguren sind an den Langhauspfeilern und an der Emporenbrüstung aufgestellt.
Drei Glasgemälde in den Chorfenstern wurden im Jahr 1881 durch die Hofglaserei Zettler in München geliefert.

## Orgel
Die Orgel ist ein Werk von Martin Hechenberger aus dem Jahr 1886 mit zehn Registern auf einem Manual und Pedal. Die Trakturen sind mechanisch, die Windladen als Schleifladen ausgeführt. Die Disposition lautet wie folgt:
| Manual C–f3 |                 |       |
| 1.          | Geigenprincipal | 8′    |
| 2.          | Salicional      | 8′    |
| 3.          | Gedackt         | 8′    |
| 4.          | Gamba           | 8′    |
| 5.          | Octav           | 4′    |
| 6.          | Flöte           | 4′    |
| 7.          | Sub-Octav       | 2′    |
| 8.          | Mixtur          | 2 ⁄3′ |

| Pedal C–d1 |           |     |
| 9.         | Subbaß    | 16′ |
| 10.        | Praestant | 8′  |

- Koppel: Pedalkoppel
- Spielhilfe: Kalkantenklingel